# Zoutpan
Een zoutpan, ook wel zoutwerk genoemd, is een kunstmatig bekken dat is aangelegd om zouten te winnen uit zeewater of uit andere pekels. Zeewater of pekel wordt in grote bekkens geleid, waar het water door natuurlijke verdamping verdwijnt en het zout achterblijft, waarna het kan worden gewonnen. Soms gaat het om een aantal bekkens waar het water steeds verder wordt uitgedampt, tot uiteindelijk het zout kristalliseert. De bekkens zijn ook belangrijk voor zeevogels, die er uitrusten of zich te goed doen aan waterdieren die met het zeewater meekomen, zoals garnalen. Zoutpannen worden van elkaar gescheiden door dijkjes. Zoutpannen moeten niet worden verward met (natuurlijke) zoutvlakten.
De benaming zoutpan werd vroeger ook gebruikt voor een metalen kuip die bij het zoutzieden werd gebruikt om zout te winnen uit zeewater. Er werd een vuur onder gestookt om het water te doen verdampen en het zout te laten kristalliseren. In bredere zin werd met een zoutpan ook wel de zoutziederij zelf aangeduid.

## Kleur door algen
Als gevolg van de verschillende concentraties algen ontstaan levendige kleuren in de zoutpannen, variërend van lichtgroen tot helderrood. De kleur laat ook zien hoe zout de pannen zijn. Micro-organismes veranderen hun kleurentinten wanneer de saliniteit van de zoutpan wordt verhoogd. In licht- tot middelzoute pannen overheersen groene algen zoals Dunaliella salina, hoewel deze algen ook een oranje tint kunnen aannemen. In middel- tot zeer zoute pannen veranderen Halobacteriën de kleur naar paars, rood en oranje. Andere bacteriën zoals Stichococcus kunnen ook de tinten veranderen.

## Bekende zoutpannen
Bekende zoutpannen zijn:
- in de saliñas het zuiden van Bonaire. Hier werd vanaf de 17e eeuw zout gewonnen uit zoutpoelen en zoutmeertjes door de West-Indische Compagnie met de inzet van Afrikaanse slaven. Vanaf de 19e eeuw werden kunstmatige zoutpannen aangelegd. Na de afschaffing van de slavernij in 1863 werd deze zoutwinning onrendabel en daarom vanaf 1870 stopgezet, waarna alleen particulieren er nog zout wonnen op kleinere schaal. In 1969 werd de zoutwinning op grote schaal voortgezet door Koninklijke Zout Organon (en opvolger AkzoNobel) onder de naam 'International Salt Company'[2] en vanaf 1996 door het Canadese bedrijf Cargill;
- op het eiland Sint Maarten. De WIC won hier zout uit de zoutpan die nu bekendstaat als Great Salt Pond, ten noorden van Philipsburg. In 1949 stopte de Nederlandse zoutwinning. De Fransen aan noordzijde van het eiland stopten uiteindelijk ook met de winning uit zoutpannen in 1967.
- in de Baai van San Francisco in de Verenigde Staten, die worden gebruikt door Cargill;
- bij de Dode Zee in Israël en Jordanië;
- in de Bohaizee in het noordoosten van de Volksrepubliek China;
- bij Useless Loop en Onslow in West-Australië;
- de Nederlandse zoutpannen in Venezuela (17e eeuw);
- de zoutpannen van Maras, in het Andesgebergte van Peru.

Vlak voor de Tweede Wereldoorlog werd ook zout gewonnen uit zeewater nabij Alexandrië in Egypte, waarbij zuilen in de zee werden gezet, waarop het zout achterbleef nadat de zee zich terug had getrokken bij eb. Op deze manier was het zout makkelijker te winnen.

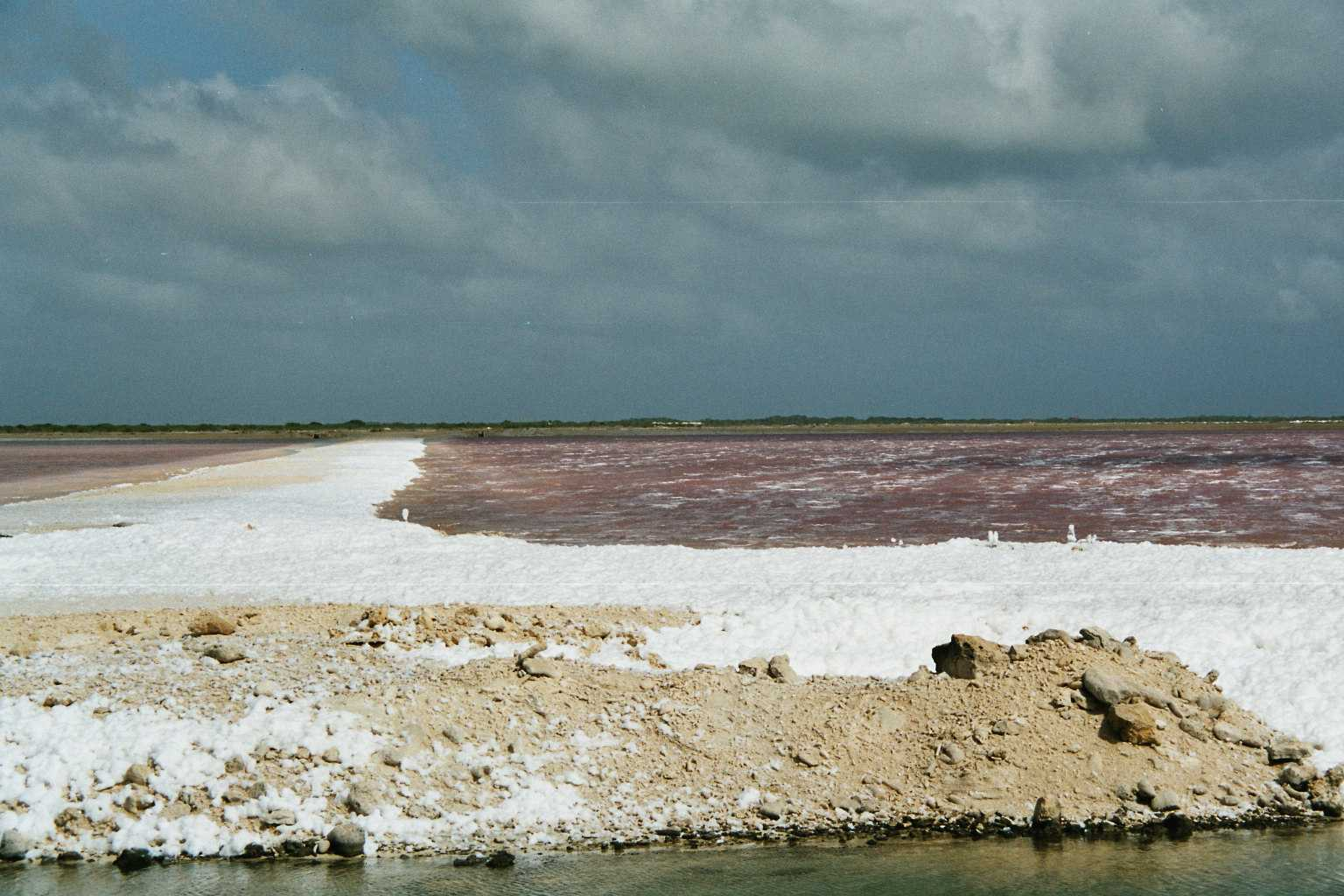
Zoutpan op Bonaire
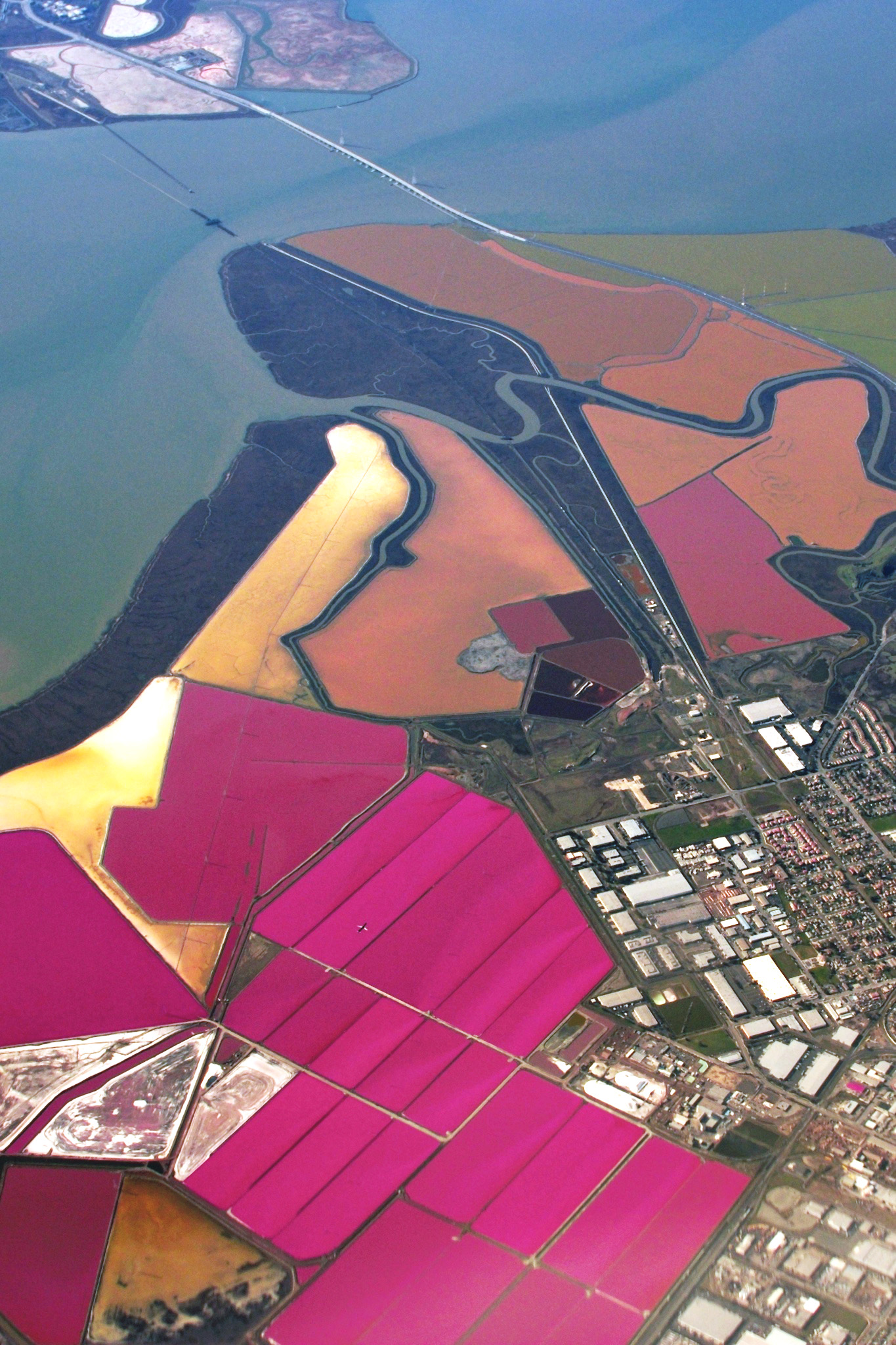
Zoutpannen in de Baai van San Francisco
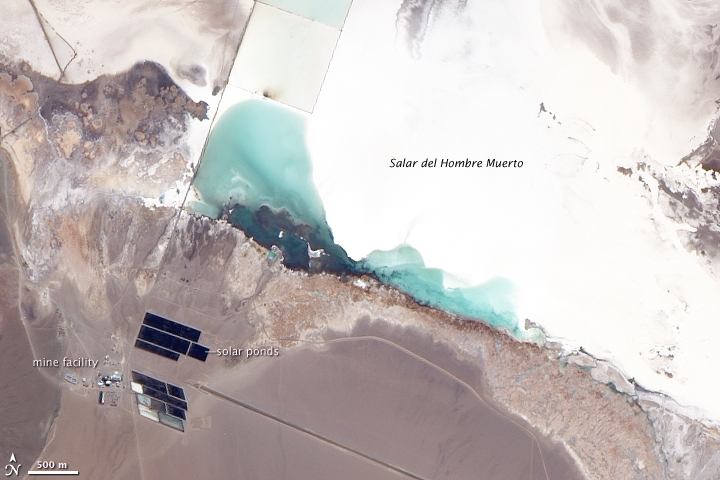
Zoutpannen bij een lithiummijn in Argentinië. De pekel in deze zoutpannen is rijk aan lithium en de mijn concentreert de pekel in deze pannen.
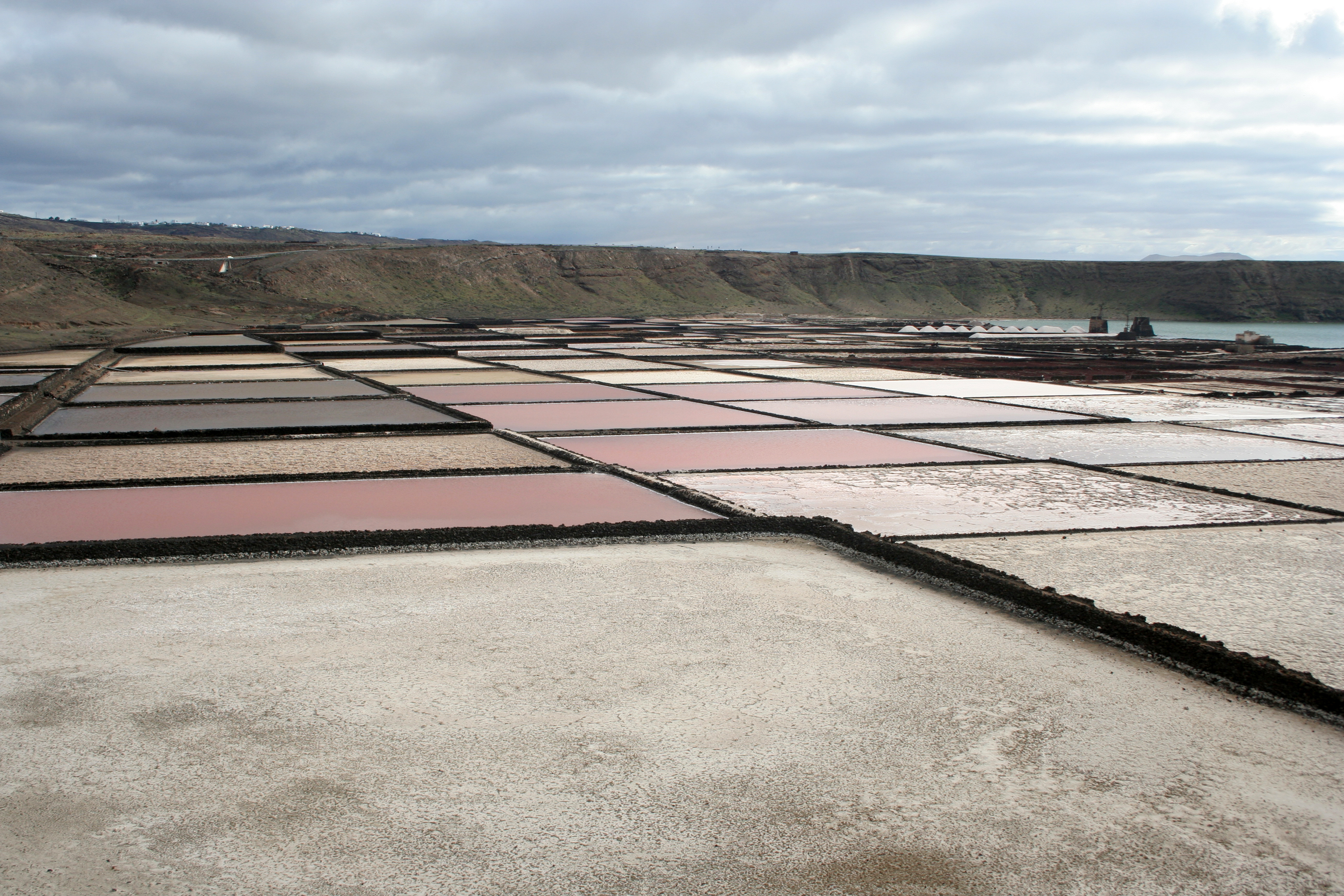
Zoutpannen in de Salinas de Janubio op het eiland Lanzarote
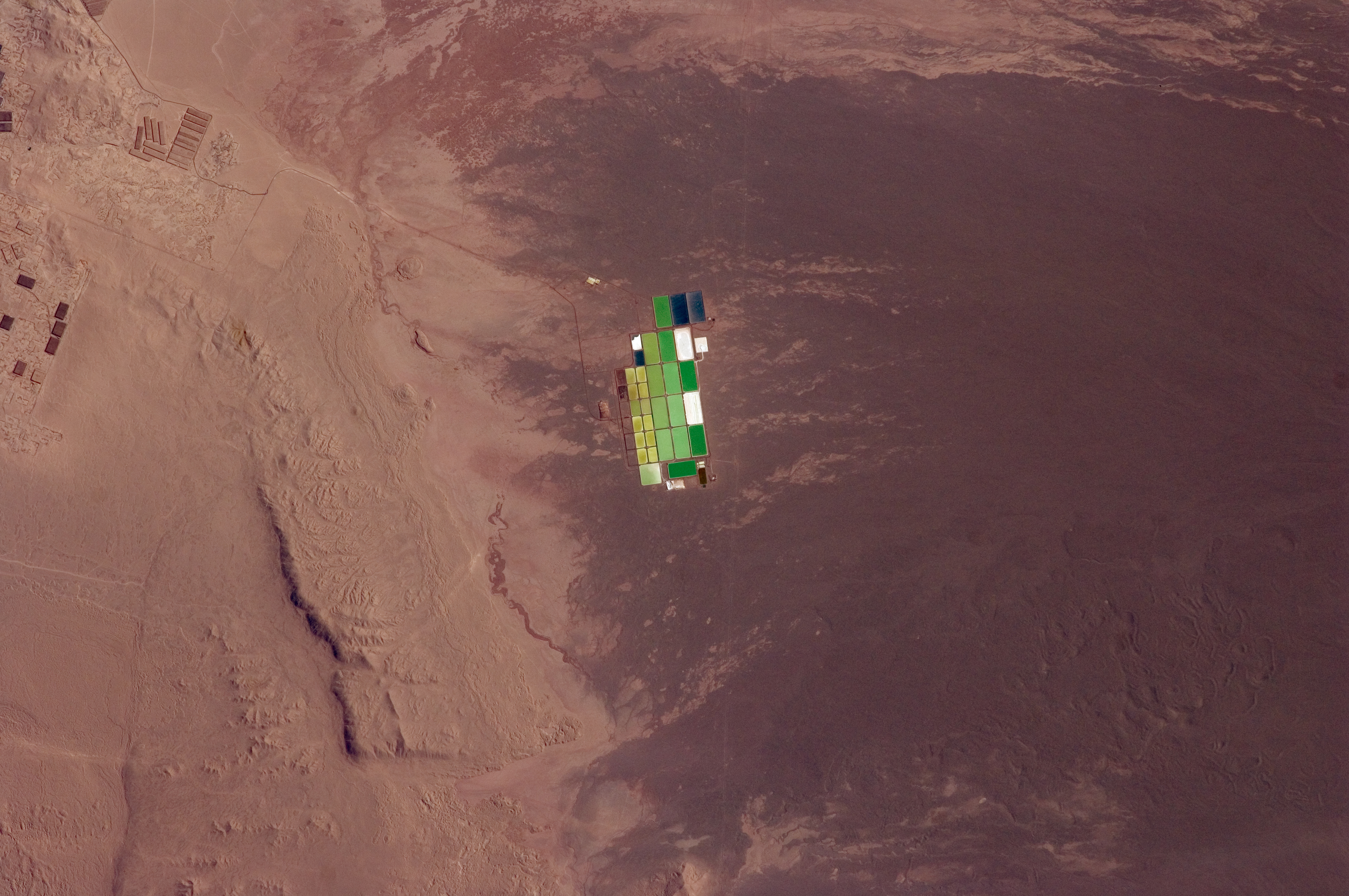
Zoutpannen in de Atacamawoestijn
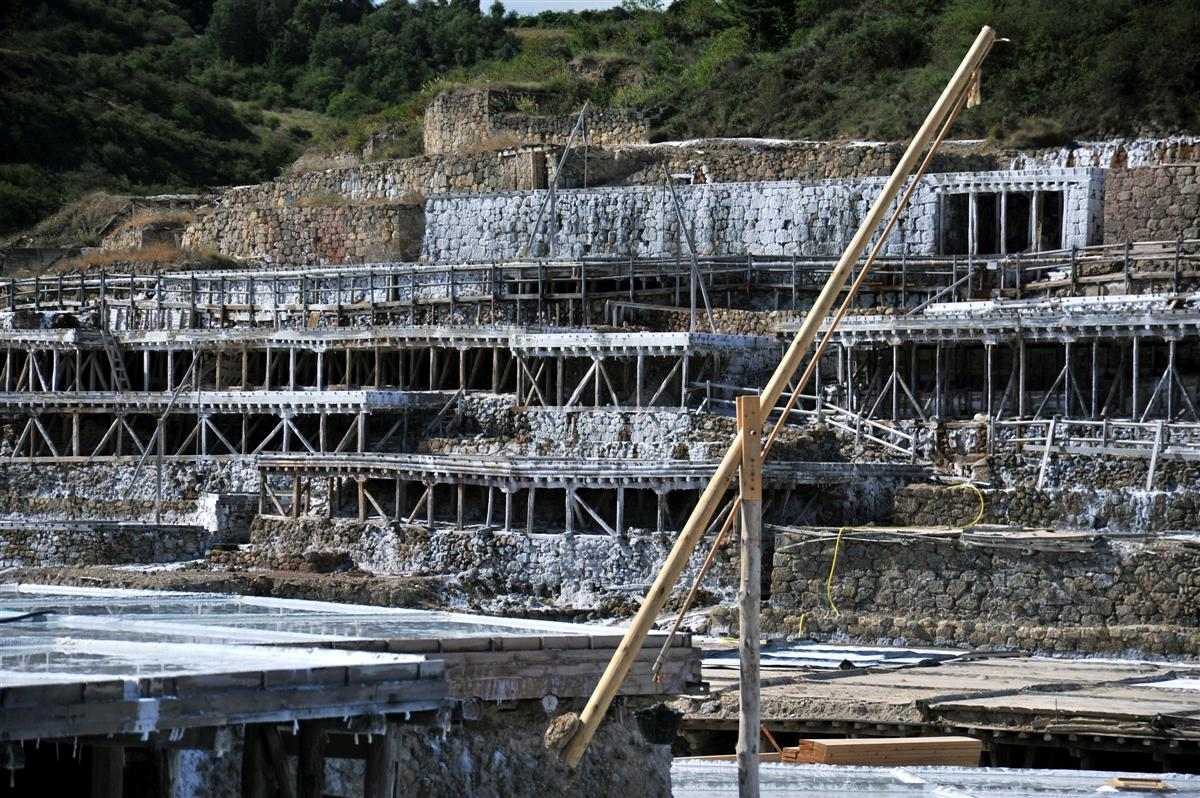
Zoutpannen in de zoutvallei van Añana in Spaans Baskenland
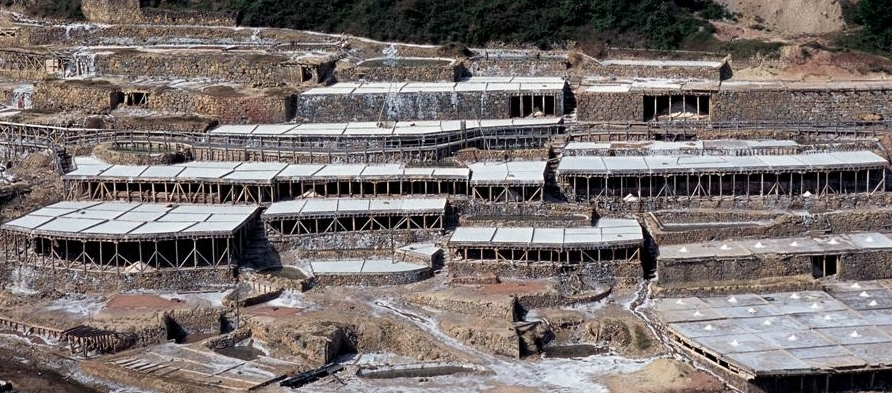
Zoutpannen bij Añana